# Ronin (film)
Ronin è un film statunitense del 1998 diretto da John Frankenheimer.

## Trama
Francia. Un gruppo di cinque mercenari ha l'incarico d'impadronirsi illegalmente di una misteriosa valigetta in possesso di un boss del crimine organizzato. Il contenuto della valigetta rimane misterioso, tanto da indurre successivamente uno dei cinque uomini a tradire il gruppo e venderla per conto suo: infatti la mafia russa e gli irlandesi si contendono questo obiettivo senza esitare ad uccidere per ottenerla.
Sam e gli altri mercenari si ritrovano in un luogo segreto dove, con molte reticenze, viene loro spiegato dalla bionda Deirdre, che sarà a capo del gruppo, il piano per impadronirsi della valigetta. Ognuno di questi uomini è specializzato nel suo campo: Gregor nell'elettronica e computer, Spence nelle armi, Larry nelle auto. Nella prima fase della missione i mercenari devono comprare armi da un trafficante parigino; lo scambio ha luogo sulle rive della Senna, sotto un ponte, e cela un tranello, che viene sventato da Sam, il quale, nella sparatoria che ne segue, salva la vita a Vincent, conquistandone la riconoscenza e l'amicizia. Invece Spence viene escluso dal gruppo dopo avere dimostrato la sua palese incompetenza durante questo tentativo di acquisto di armi, per altro riuscito.
Gli ormai quattro uomini partono alla volta di Nizza per perfezionare il piano e iniziare l'assalto intrappolando il bersaglio in una zona abbastanza trafficata della città e rubare la valigetta.
Tutto va bene fino a quando la polizia francese interviene in forze e Gregor, nella confusione, sostituisce la valigetta originale con un'altra identica camuffata da lui stesso la sera prima nell'albergo dove alloggiavano e contenente una bomba. Sam si accorge del trucco, si libera della falsa valigetta ma Larry viene ferito ad una gamba a causa dell'esplosione. Riescono tutti a fuggire verso il rifugio di Nizza.
Sam, in passato agente della CIA, chiede aiuto a un suo ex collega dei servizi segreti di rintracciare il cellulare di Gregor per trovarlo e riprendersi così la valigetta. Ad Arles, due uomini della mafia russa sono incaricati di uccidere Gregor e prendergli la valigetta. Sam e Vincent si trovano lì quando quest'ultimo riconosce uno dei russi e inizia una serie di sparatorie che porta al ferimento di Sam e alla loro ritirata senza niente in mano. Ancora una volta Sam ha salvato Vincent. Seamus O'Rourke, terrorista latitante e ideatore del colpo, uccide Larry che attendeva i compagni nell'auto e, portando Deirdre con sé, rapisce Gregor e fugge a Parigi, in un hotel fatiscente, dove cerca di farsi rivelare da Gregor il nascondiglio della valigetta. Intanto Vincent, rubando un'auto, porta Sam ferito in una villa lontano da tutti nelle Alpi, dove vive una sua vecchia conoscenza, Jean-Pierre, il quale ha una grande passione per la cultura feudale giapponese e spiega a Sam, una volta rimessosi, il concetto di Ronin.
I due amici, ma anche Seamus, scoprono che Gregor aveva spedito a sé stesso la valigetta a una casella postale a Parigi. Sam e Vincent lo incontrano e inizia un altro inseguimento spericolato nel centro della città fino a un cantiere, dove l'auto su cui viaggiano Seamus, Deirdre e Gregor cade da un cavalcavia in costruzione, ferendoli. Approfittando dell'occasione, Gregor scappa ancora una volta e va direttamente dal boss russo Mikhi al Palazzo del ghiaccio mentre si esibisce la pattinatrice Natascha Kirilova, ragazza di Mikhi, per ottenere i soldi promessi in cambio della valigetta. Contemporaneamente Sam e Vincent capiscono che la valigetta esplosiva non era altro che un contenitore per pattini da ghiaccio e iniziano a investigare con i pochi indizi che hanno e che li portano al Palazzo del ghiaccio.
Gregor minaccia Mikhi, avendo posizionato un suo cecchino negli spalti del Palazzo del ghiaccio con il compito di uccidere la ragazza se non riceverà, entro un tempo prestabilito, una sua telefonata di conferma della riuscita dello scambio, ma Mikhi, che evidentemente tiene più alla valigetta che alla ragazza, uccide Gregor, prende la valigetta e si allontana, mentre la ragazza viene uccisa nel mezzo della sua esibizione. Anche Sam e Vincent sono giunti al Palazzo del ghiaccio, in tempo per vedere Seamus che, nel caos della folla in fuga disordinata dallo stadio spaventata dall'uccisione di Natascha, fugge con l'ambita valigetta, dopo aver fatto fuori Mikhi. Deirdre è fuori in auto ad aspettare il suo collega, Sam le si presenta a sorpresa e le confessa che lavora per la CIA, invitandola a scappare: la donna segue il consiglio. Sam e Vincent scovano il terrorista irlandese che, rimasto a piedi, sta fuggendo con la valigetta in mano. Una serie di colpi di pistola vengono sparati: questa volta è Vincent, benché ferito, a salvare la vita a Sam, immobilizzato a terra e ferito dallo stesso Seamus, che, mentre sta per finire Sam, viene colpito da Vincent e muore.
Sam riesce così a recuperare la valigetta e si ritrova qualche giorno dopo con Vincent nello stesso bar dove tutti erano stati inizialmente reclutati, con la speranza che Deirdre ritorni, il che però non accade. Nel locale dove i due si stanno salutando, le parole di un giornalista della TV riguardo al processo di pace in Irlanda del Nord offrono un vago suggerimento riguardo alla sua natura e al motivo per cui Seamus O'Rourke fosse così determinato ad impossessarsene. I due amici si lasciano con la promessa di tenersi in contatto e di rincontrarsi un giorno.

## Produzione

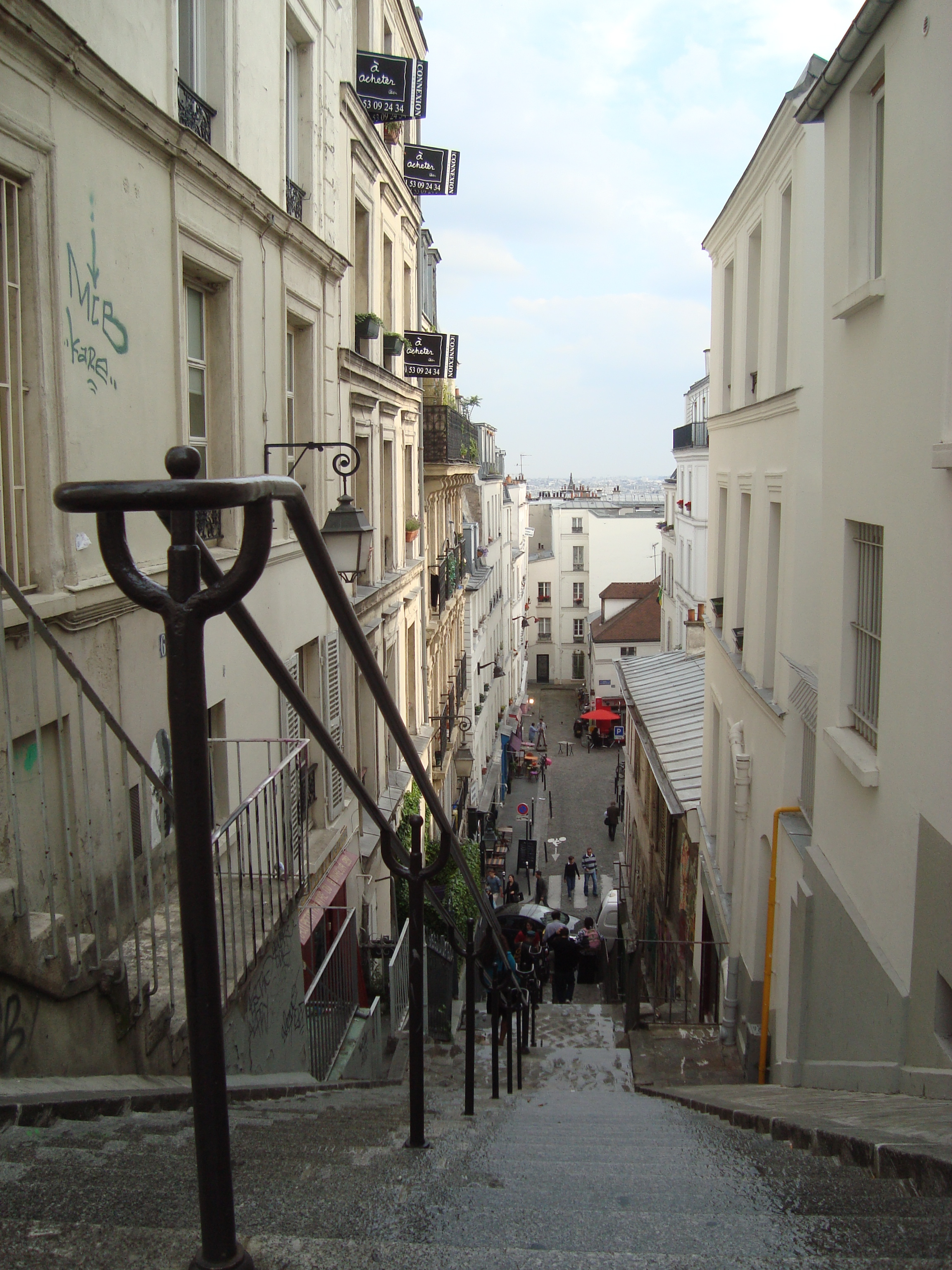
Rue Drevet, nel XVIII arrondissement di Parigi, scena d'inizio del film

Le scene di inseguimento del film sono state girate secondo la filosofia tipica di Frankenheimer, ovvero dal vivo, a velocità reale e sul luogo, escludendo così l'intervento delle tecniche digitali e della post-produzione a favore di un complesso lavoro degli stuntmen e del montaggio.